# Paviken
Paviken är en insjö i Västergarns socken på västra Gotland. Sjön är även en del av naturreservatet Paviken. Sjön har en area på 0,272 kvadratkilometer och ligger 0 meter över havet. Sjön avvattnas av vattendraget Västergarnsån. Vid provfiske har bland annat abborre, gädda, mört och ruda fångats i sjön. Sjön har sitt främsta tillflöde genom Idån tidigare kallad Sudertingsån.
Namnet Paviken är ganska sent. På äldre kartor heter sjön Västergarnsviken. Namnet Paviken skall enligt ortnamnsforskaren Ingemar Olsson ha uppkommit genom prepositionen ”på”. I Västergarn har ”Pa (på) viken” betytt Paviken.
Sjön var under vikingatiden en skyddad havsvik och idealisk naturhamn. En hamn- och handelsplats har funnits vid Idåns utlopp från 700-talet till 1000-talet, då viken grundades upp. Arkeologiska undersökningar har funnit lämningar av hamnanläggningar och bebyggelse samt gravfält.
För drygt 1000 år sedan, under vikingatiden, var Paviken en lagunartad havsvik som var förbunden med havet genom ett smalt sund. Det skyddade läget gjorde viken till en idealisk naturhamn. I början av 1960-talet påträffades också lämningarna av en forntida hamnanläggning intill Idåns utlopp i Paviken. Senare arkeologiska undersökningar har visat att det rör sig om en vikingatida hamn- och handelsplats. Den har anlagts under 700-talet och kom att existera under ca 300 år, innan viken grundades upp, och hamn- och handelsverksamheten flyttades till Västergarn.
Öster om Paviken – både i anslutning till handelsplatsen och längre söderut – finns ett flertal gravfält som är mer eller mindre synliga i terrängen. Intill Västergarnsån har arkeologiska undersökningar visat på förekomsten av flera mycket välbevarade bryggor i trä samt en pålspärr som har spärrat av inloppet till Paviken. Anläggningarna är uppförda i början av 1000-talet.
I samband med att myrarna där Idån dikades ut - Krämplausemyr, Millummyr, Sojdmyr, Bälingsmyr, Stormyr och Vikmyr som dikades ut så sent som 1951, har organiskt material förts med ut i Paviken. En utdikningkanal är grävd i Idåns fåra, som tidigare på flera ställen hade flera fåror. Det har medfört att igenväxningen som delvis också orsakats av landhöjningen har påskyndats.
I dag är sjön en välbesökt fågellokal. Paviken är också känd för de stora rudor som fångats i sjön, varav den största vägde 3 070 gram och var 53 cm lång. Varje år fångas rudor på över 50 cm.

## Delavrinningsområde
Paviken ingår i delavrinningsområde (637289-164201) som SMHI kallar för Mynnar i havet. Delavrinningsområdets medelhöjd är 10 meter över havet och ytan är 20,48 kvadratkilometer. Räknas de 3 delavrinningsområdena uppströms in blir den ackumulerade arean 135,63 kvadratkilometer. Delavrinningsområdets utflöde Idå mynnar i havet. Delavrinningsområdet består mestadels av skog (36 %), öppen mark (13 %) och jordbruk (46 %). Avrinningsområdet har 0,22 kvadratkilometer vattenytor vilket ger avrinningsområdet en sjöprocent på 1,1 %. Bebyggelsen i området täcker en yta av 0,62 kvadratkilometer eller 3 % av avrinningsområdet.

## Fisk
Vid provfiske har följande fisk fångats i sjön:
- Abborre
- Gädda
- Mört
- Ruda
- Sarv
- Småspigg
- Sutare